# 1001 Nights of Snowfall
Fables: 1001 Nights of Snowfall — графический роман, являющийся приквелом к серии комиксов Fables, который вышел в 2006 году. Его написал Билл Уиллингем, создатель основной серии.
По сюжету Белоснежку послали на переговоры с арабскими сказаниями. Султан, посчитав оскорблением то, что женщину послали на переговоры, держит её в заложниках. Каждую ночь Белоснежка рассказывает ему историю, чтобы он не казнил её.

## Отзывы и награды
Ричард Джордж из IGN положительно отозвался о графическом романе и отметил в конце, что он «заслуживает внимания по многим причинам». Ли Мандело из Tor.com тоже похвалил роман и в завершении особо отметил работу художников.
В 2007 году графический роман получил две премии Айснера: в категории «Best Anthology» и в категории «Best Short Story» за историю «A Frog’s Eye View». Помимо этого, некоторые художники также получили премии Айснера за работу над романом, а Уиллингем был номинирован в категории «Best Writer».